# Nicolas Maurice-Belay
Nicolas Maurice-Belay (ur. 19 kwietnia 1985 w Sucy-en-Brie) – francuski piłkarz występujący na pozycji pomocnika.

## Kariera klubowa
Maurice-Belay urodził się we Francji jako syn martynikańskich imigrantów. Wychowywał się w okolicach Paryża. Jako junior grał w zespołach US Créteil, INF Clairefontaine oraz AS Monaco. Następnie występował w rezerwach Monaco, a do jego pierwszej drużyny został włączony w sezonie 2005/2006. W Ligue 1 zadebiutował 6 sierpnia 2005 w przegranym 0:2 meczu z AJ Auxerre. W debiutanckim sezonie rozegrał 13 spotkań, a w lidze zajął z klubem 9. miejsce. W następnym sezonie zagrał w lidze dwa razy, a potem w sierpniu 2006 został wypożyczony do CS Sedan, także występującego w Ligue 1. Wystąpił tam w 30 ligowych meczach, a po zakończeniu sezonu 2006/2007 powrócił do Monaco, jednak nie rozegrał tam już żadnego spotkania.
W 2007 roku odszedł do innego pierwszoligowca – FC Sochaux-Montbéliard. W barwach Sochaux pierwszy występ zanotował 4 sierpnia 2007 w zremisowanym 0:0 pojedynku z Paris Saint-Germain. 16 lutego 2008 w zremisowanym 1:1 spotkaniu z SM Caen strzelił pierwszego gola w Ligue 1. Zawodnikiem Sochaux był do 2017 roku. Następnie, do 2017 roku występował w Girondins Bordeaux.
W Ligue 1 rozegrał 314 spotkań i zdobył 14 bramek.
| Sezon   | Klub               | Kraj    | Rozgrywki | Mecze | Bramki | Rozgrywki Europy | Mecze | Bramki |
| ------- | ------------------ | ------- | --------- | ----- | ------ | ---------------- | ----- | ------ |
| 2005/06 | AS Monaco          | Francja | Ligue 1   | 15    | 0      | Liga Europy UEFA | 4     | 0      |
| 2006/07 | CS Sedan (wyp.)    | Francja | Ligue 1   | 30    | 0      | –                | –     | –      |
| 2007/08 | FC Sochaux         | Francja | Ligue 1   | 25    | 1      | –                | –     | –      |
| 2008/09 | FC Sochaux         | Francja | Ligue 1   | 22    | 0      | –                | –     | –      |
| 2009/10 | FC Sochaux         | Francja | Ligue 1   | 37    | 0      | –                | –     | –      |
| 2010/11 | FC Sochaux         | Francja | Ligue 1   | 37    | 3      | –                | –     | –      |
| 2011/12 | Girondins Bordeaux | Francja | Ligue 1   | 35    | 4      | –                | –     | –      |
| 2012/13 | Girondins Bordeaux | Francja | Ligue 1   | 29    | 0      | Liga Europy UEFA | 9     | 0      |
| 2013/14 | Girondins Bordeaux | Francja | Ligue 1   | 34    | 3      | Liga Europy UEFA | 4     | 0      |
| 2014/15 | Girondins Bordeaux | Francja | Ligue 1   | 32    | 2      | –                | –     | –      |
| 2015/16 | Girondins Bordeaux | Francja | Ligue 1   | 18    | 1      | Liga Europy UEFA | 8     | 1      |
| 2016/17 | Girondins Bordeaux | Francja | Ligue 1   | 0     | 0      | –                | –     | –      |